# Direction de la Sûreté générale
Ne doit pas être confondue avec le Service de la Sûreté à la Préfecture de police (1832-1913).
La direction de la Sûreté générale est un ancien organisme de police compétent en dehors de la zone d'action et de responsabilités du Préfet de Police, du ministère de l'Intérieur français.
Fondée sous le Second Empire en 1853, la Sûreté générale exerce essentiellement une mission d'activités de polices diverses (villes et renseignements) jusqu'à la réforme de 1907, lorsque la Troisième République, par l'intermédiaire de la création de 10 "brigades régionales de police mobile", créées par le ministre de l'Intérieur, Georges Clemenceau, compétentes dans la recherche des crimes et délits, au niveau des zones de ressort des Cours d'Appel, la transforme et lui donne également une mission de police judiciaire.
La direction de la Sûreté générale est remplacée en 1934 par la direction générale de la Sûreté nationale.

## Histoire
La direction de la Sûreté générale est initialement un organisme de police de sécurité dans les villes importantes et de police de renseignements, créé en juin 1853 sous le Second Empire sur le modèle napoléonien du Ministère de la Police générale.
Consécutivement au coup d'État de Louis-Napoléon Bonaparte, le ministère de la Police générale connaît une brève résurgence en janvier 1852 avant son remplacement par la création de la direction Sûreté générale en 1853. De juin 1853 au 18 novembre 1871, cet organisme s'intitule direction générale de la Sûreté publique. Il est rattaché à deux reprises à la préfecture de police, de novembre 1859 à septembre 1870, puis sous l'Ordre moral en février 1874.
En février 1876, le contrôle exercé par la préfecture de police sur la direction de la Sûreté générale cesse définitivement. L'État montre encore une certaine hésitation à se servir de cette institution héritière de la police politique des deux empires napoléoniens. Ainsi, la direction Sûreté générale est déclassée par deux fois en sous-direction de novembre 1881 à février 1882, puis en décembre 1899.
En mars 1903, « une direction de la Sûreté générale autonome est définitivement rétablie au ministère de l'Intérieur ».
En 1907, Georges Clemenceau réforme cette direction en créant les Brigades régionales de police mobile (appelées les « brigades du Tigre » selon une série télévisée apparue dans les années 1960, à la télévision française), chargées d'une mission de police judiciaire. En 1913, la direction de la Police Judiciaire est créée au sein de la Préfecture de Police ; cette direction est compétente pour les crimes et délits commis dans le ressort du département de la Seine.
Créée par un décret-loi du 28 avril 1934, précédé par un décret du 1er mars 1934, la direction générale de la Sûreté nationale remplace l'ancienne direction de la Sûreté générale à la suite de l'affaire Stavisky.

## Directeurs
| Période           | Période           | Identité                             | Fonction précédente                                       | Observation                                              |
| ----------------- | ----------------- | ------------------------------------ | --------------------------------------------------------- | -------------------------------------------------------- |
| 21 juin 1853      |                   | Hector Collet-Meygret (1816-1876)    | préfet de l'Aube                                          |                                                          |
|                   |                   |                                      |                                                           |                                                          |
| 26 octobre 1870   | 6 février 1871    | Arthur Ranc                          |                                                           | démissionnaire                                           |
| 18 mars 1871      | 28 mai 1871       | Philippe-Auguste Cattelain           |                                                           | directeur de la Sûreté sous la Commune                   |
| 18 novembre 1871  | 18 février 1874   | Edmond-Louis de Nervaux (1820-1895)  | chef de division de 2e classe au ministère de l'Intérieur |                                                          |
| 25 février 1874   | 9 février 1876    | Amable Burin des Roziers (1842-1900) |                                                           | démissionnaire                                           |
| 9 février 1876    | 19 mai 1877       | Georges de Boislisle (1839-1906)     | chef de bureau au ministère de l'Intérieur                |                                                          |
| 19 mai 1877       | 18 décembre 1877  | Paul Le Roux de Bretagne (1834-1879) |                                                           | démissionnaire                                           |
| 18 décembre 1877  | 9 mars 1880       | Alfred Boucher-Cadart                | conseiller à la cour d'appel de Douai                     | nommé conseiller à la cour d'appel de Paris              |
| 9 mars 1880       | 1er mai 1882      | Émile-Honoré Cazelles                | directeur de l'administration pénitentiaire               | nommé préfet de Meurthe-et-Moselle                       |
| 1er mai 1882      | 30 septembre 1884 | Eugène Schnerb                       | préfet de Maine-et-Loire                                  |                                                          |
| 30 septembre 1884 | 16 avril 1885     | Paul Wallet (1849-1891)              |                                                           |                                                          |
| 16 avril 1885     | 10 avril 1888     | Isaïe Levaillant (1845-1911)         | préfet du Doubs                                           |                                                          |
| 10 avril 1888     | 2 avril 1889      | Arthur Gragnon (1844-1914)           |                                                           |                                                          |
| 1er février 1889  | 8 mars 1890       | Émile-Honoré Cazelles                |                                                           |                                                          |
| 8 mars 1890       | 25 mars 1890      | Arthur Christian                     |                                                           |                                                          |
| 25 mars 1890      | 29 février 1892   | Émile-Honoré Cazelles                | conseiller d’État en service ordinaire                    | démissionnaire                                           |
| 4 mars 1892       | 7 mars 1893       | Henry Soinoury (1848-1922)           | secrétaire général de la préfecture de police             | nommé directeur de l'administration pénitentiaire        |
| 7 mars 1893       | 6 octobre 1894    | Alfred Fournier (1850-1922)          | préfet d'Oran                                             | nommé président du conseil de préfecture de la Seine     |
| 6 octobre 1894    | 25 juin 1896      | Henri Poirson                        | préfet du Morbihan                                        | nommé préfet de la Manche                                |
| 25 juin 1896      | 14 octobre 1897   | Charles Blanc                        | préfet des Deux-Sèvres                                    | nommé préfet de police de Paris                          |
| 14 octobre 1897   | 20 novembre 1899  | Léopold Viguié (1855-1915)           | préfet de la Charente                                     |                                                          |
| 21 décembre 1899  | 16 mars 1906      | René Cavard (1841-1925)              | sous-directeur de la Sûreté générale                      | nommé directeur honoraire                                |
| 16 mars 1906      | 30 janvier 1907   | Henry Huard (1861-1931)              | préfet de la Loire-Inférieure                             | nommé directeur honoraire                                |
| 30 janvier 1907   | 29 mars 1913      | Célestin Hennion                     | commissaire principal au ministère de l'Intérieur         | nommé préfet de police de Paris                          |
|                   |                   |                                      |                                                           |                                                          |
| 3 avril 1931      | -                 | Léon Noël                            | préfet du Haut-Rhin                                       | également secrétaire général du ministère de l'Intérieur |
|                   |                   |                                      |                                                           |                                                          |
| 3 février 1934    | 13 mars 1934      | Callixte Geay                        |                                                           |                                                          |
| 13 mars 1934      | 4 mai 1934        | Jean Berthoin                        |                                                           | devient directeur de la Sûreté nationale                 |

### Sources primaires
- Jean France, Trente ans à la rue des Saussaies. Ligues et complots, Paris, Librairie Gallimard, coll. « Sous la Troisième » (no 8), 1931, 247 p.